# Taió
Taió es un municipio brasileño del estado de Santa Catarina. Tiene una población estimada al 2022 de 18 310 habitantes. Forma parte de la Región metropolitana del Alto Valle de Itajaí.

## Toponimia
Taió, que cambió su nombre de Tayó por la nueva ortografía de Brasil, tiene su origen del tupí y significa "Piedra grande".

## Historia
Como indica el escudo del municipio, se considera 1917 como su año de fundación, con la llegada de los primeros colonos alemanes quienes de instalaron en la orillas del Río Itajaí-Açu. De Taió se desprendieron luego los municipios de Rio do Campo, Salete y Mirim Doce.
Se formó como distrito de Blumenau en 1929 y fue elevado a municipio en 1949.